# Дім, який стріляв
«Дім, який стріляв» (вірм. Տունը, որ կրակում էր) — перший в історії художній фільм невизнаної Нагірно-Карабаської Республіки. Це перша стрічка з циклу художніх фільмів, що розповідають про Першу карабаську війну. Фільм знято за мотивами однойменного оповідання Ашота Бегларяна, яке, згідно з автором, ґрунтується на реальних подіях.

## Про фільм
2009 року вийшов короткометражний художній фільм військової тематики «Дім, який стріляв» (тривалість — 20 хвилин). Режисером, продюсером і оператором став Георгій Газарян, який багато років працював фронтовим журналістом, режисером-документалістом і заснував «Лігу фронтових журналістів НКР». Фільм відзнято за підтримки Міністерства оборони невизнаної Нагірно-Карабаської Республіки, технічну допомогу надало Громадське телебачення НКР, а фінансову — підприємець Карен Багдасаров.
Основою для сценарію стала однойменна розповідь вірменського письменника і журналіста Ашота Бегларяна — учасника Карабаської війни та кореспондента агентства REGNUM у Степанакерті. В оповіданні йдеться про реальний епізод Першої карабаської війни й героїзм літнього чоловіка, який захищає свій дім. Події фільму відбуваються у 1992 році в селі Кічан Нагірного Карабаху. Головну роль виконав Мартін Алоян, актор Степанакертського драматичного театру імені Ваграма Папазяна та ветеран війни.
Згідно з інформацією журналу «Арцах», що видається в Москві при постійному представництві НКР, планувалося, що перший показ фільму відбудеться у військовій частині, чиї військовослужбовці брали участь у фільмуванні. Після цього мала відбутися презентація та публічний показ у Степанакерті (Ханкенді). Також передбачалося представлення фільму на кінофестивалі «Золотий абрикос».

## Сюжет
Улітку 1992 року, під час запеклих боїв на півночі Нагірного Карабаху, село Кічан було зайняте азербайджанськими військами після прориву оборони. Жінки, діти та літні люди залишили село, тікаючи від небезпеки. За ними відступив і загін місцевої самооборони, сховавшись у лісі. У селі залишився лише 82-річний дідусь. Озброївшись одноствольною рушницею, він зайняв позицію на даху свого дому, готуючись захищати рідне село. Коли ворожі сили ввійшли в Кічан, старий відкрив вогонь. Не зумівши штурмом захопити дім, солдати підпалили його разом із господарем, проте старий вижив.

## Цікаві факти
Фільмування відбувалися в селі Храморт (Пірлар), розташованому в Нагірному Карабасі. Процес тривав два місяці, і село було вибране через схожість з локацією, де розгорталися реальні події, показані у фільмі.